# Марио Врећо
Маријо Врећо (Београд, 2. новембар 1997) српски је јутјубер, инфлуенсер и манекен. На свом Јутјуб каналу има преко 417.000 претплатника. Аматерски се бавио глумом.

## Биографија
Маријо води YouTube канал, где се бави комедијом на саркастичан и пародијски начин. Његов садржај често разоткрива некултуру, необразовање и лоше вредности у друштву, користећи трансфер блама и пародију као главне елементе. Видео снимци које објављује фокусирани су на анализу и критиковање негативних појава у друштву, укључујући и јавне личности.
Марио Врећо је 2021, заједно са Инстаграм страницом Негујмосрбски путем друштвених мрежа, организовао кампању прикупљања позитивних гласова за серију Курсаџије на сајту IMDb, на коме је ова серија током октобра те године имала оцену 9,9/10 на основу 16.000 гласова.

### Глума
Остварио је неколико аматерских улога у филмској индустрији. Он сам је говорио како не може да глуми друге али може себе да представи кроз различита стања. Због тога се више посветио свом лику на YouTube каналу. Маријо је остварио улоге у неколико филмских пројеката. Појавио се у кратком филму Ми смо видели лето (2019) као Јован. Године 2022. остварио је улогу Глово достављача у кратком студентском филму Ванземунац. Поред тога, појавио се и у музичким спотовима за песму „Nirvana” певачице Зои, као и песму „Jedan kratak dijalog" београдског састава Gazorpazorp .

### Манекенство
Његов рад је представљен у медијима, попут The Pink Prince. Радио је за велике брендове као што су: Coca Cola, Converse, Doritos, A1, Nordeus, Ananas, Old Spice.